# Trinitario Rubio Cuevas
Trinitario Rubio Cuevas, conegut amb el sobrenom de Tario (Les Useres, 30 de maig de 1920 - Sant Adrià de Besòs, 26 de maig de 2017) fou un republicà supervivent de diversos camps de concentració, presons i camps de treball franquistes. Fou un activista, divulgador de la memòria històrica i escriptor. El 2004 rebé la Creu de Sant Jordi en nom de l'Associació d'Exinternats del Franquisme a Catalunya, de la qual fou president.

## Biografia
Nascut en el si d'una família humil a Les Useres, tocant al Maestrat, era fill de Tomàs i Rosalia. El pare era paleta i la mare mestressa de casa. Fou el primer de quatre germans. Va anar a l'escola fins als 10 anys, després un oncle el va ingressar al Seminari de Burgos, on no va aguantar ni un curs. Va tornar a casa i va haver de contribuir a l'economia familiar treballat al camp i fent d'aprenent de paleta i de barber. Durant un temps la família es va traslladar a Vila-real. Allà van viure la proclamació de la Segona República Espanyola i l'esclat de la Guerra Civil. Devant de la magnitud del conflicte van tornar al poble, que mentrestant, s'havia omplert de refugiats que fugien de l'Exèrcit Nacional. A inicis de 1937, es van dinamitzar partits com ara PSOE, PCE i els sindicats CNT, FAI. Tario Rubio i un grup de joves es van encarregar d'organitzar les Joventuts Socialistes Unificades.
L'octubre de 1937, amb 17 anys, es va allistar voluntari a l'Exèrcit Popular de la Republica i participà en la batalla de Terol. El juny de 1938 va caure ferit i presoner al Front d'Aragó i va iniciar un llarg periple per camps de concentració ubicats a L'Acadèmia Militar de San Gregorio (Saragossa), Miranda de Ebro (Burgos), Urduña (Àlaba) i Aranda de Duero (Burgos) i més tard les presons, també a Aranda de Duero, Valdenoceda (Burgos) Provincial de Burgos, Provincial de Sòria, presó de Torrero (Saragossa) presó Model de València i la presó de Castelló. A finals de 1942, va rebre la citació per complir el servei militar obligatori. Vistos els seus antecedents, va ser enquadrat en el 95 batalló disciplinari destinat a treballs forçats a Arcos de Jalón(Sòria) Cuelgamuros-Valle de los Caídos, Somaén (Sòria) i Armiñón (Àlaba). El desembre de 1943 va ser sotmès a un Consell de Guerra per haver anat voluntàri al front Republicà. La condemna fou de 6 anys de reclusió. Va ser retornat a la presó i novament enrolat en un batalló disciplinari fins al 1945.
Tenia 25 anys quan va obtenir la llibertat i va poder tornar a casa dels pares. Ben aviat va formar part d'un grup de suport al maquis del Maestrat, malgrat que la Guàrdia Civil tenia en el punt de mira tots els rojos de la comarca. El 1946, després d'un greu enfrontament en que va morir un company, va decidir emigrar a Catalunya a la recerca d'una nova vida. Els antecedents penals van ser un entrebanc a l'hora de trobar feina, va fer de paleta, barber, professor d'autoescola i finalment taxista, ofici que va exercir fins a la jubilació.

## Memòria històrica i activisme
A les acaballes de la Dictadura Franquista, va néixer a la clandestinitat L'Associació Catalana d'Expresos Polítics del Franquisme, sota l'aixopluc del club de les Nacions Unides de Barcelona,Tario Rubio hi va ingressar el 1977 i el 1982 va ser elegit vocal de la Junta. En aquell temps s'havia traslladat a Argentona i compaginava la feina de taxista amb l'acció sindical i l'activisme, fets que van provocar que el 1985 rebés una citació de la Capitania General de la IV Regió Militar de Barcelona per respondre sobre un antic procediment judicial obert el 1956 que l'acusava de Incitación a la rebelión i que va ser ràpidament arxivat.
Creador i membre de la Coordinadora Catalana d'ex Combatens de la República Espanyola, el 1986 va participar en l'organització de la trobada dels Brigadistes internacionals supervivents, acollits amb tots els honors i que van recórrer tot Espanya. La cloenda es va fer a Barcelona, on van ser rebuts per Jordi Pujol i Pasqual Maragall. També Mataró es va sumar als actes i es va gestar el projecte d'erigir sengles monuments en honor a les Brigades Internacionals a ambdues ciutats, que van ser inaugurats el 1988.
El 2004, després de la jubilació, Tario Rubio recolzat per historiadors i destacats professionals com Montserrat Fernández Garrido, Antonina Rodrigo, Bernat Muniesa,Tony Castells i activistes com Maria Salvo, va multiplicar les seves intervencions en conferències, taules rodones i entrevistes.
Ja aprovada la Llei de Memòria Històrica, va publicar el llibre autobiogràfic Per les presons de Franco i La tragèdia de l'exili republicà català, un assaig sobre l'experiència col·lectiva i individual dels que van sobreviure en terra estranya, comptant amb el testimoni de 70 personalitats. També va narrar les pròpies experiències, com a treballador forçat, en el llibre autobiogràfic El Valle de los Caidos y la represión Franquista Anteriorment havia publicat la Petita història del cartellisme de la Guerra civil, que recollia la seva col·lecció de més de 300 cartells d'ambdós bàndols, també mostrats en exposicions.
El Camp de concentració d'Urduña, va ser un espai poc conegut, ubicat en un antic col·legi-convent de jesuites, que havia aplegat més de 50.000 presoners entre els anys 1937-39. Tario Rúbio i Juan Larrinaga eren els únics supervivents i llurs testimonis van ser claus pel treball d'investigació de l'historiador i periodista Joseba Egiguren. El Juny de 2012, la Ciutat d'Urduña els organitzà un homenatge, al qual van assistir familiars d'expresoners vinguts d'arreu d'Espanya i altres països.
Les conferències de Tario van ser seguides amb molt interès i bona acollida, menys quan feia referència a la seva experiència en el batalló de treballadors forçats del Valle de los Caidos, Aquell va ser un tema sensible que va desfermar moltes susceptibilitats i li va valdre crítiques i desqualificacions personals per part de grups d'ultradreta.
Tario Rubio va morir el 2017 als 96 anys. Com a reconeixement a la tasca de tota una vida en pro de la democràcia, les llibertats i la memòria històrica, L'Ajuntament d'Argentona va decidir, per votació, atorgar-li el títol de fill adoptiu de la ciutat.